# Atrapa radiowozu

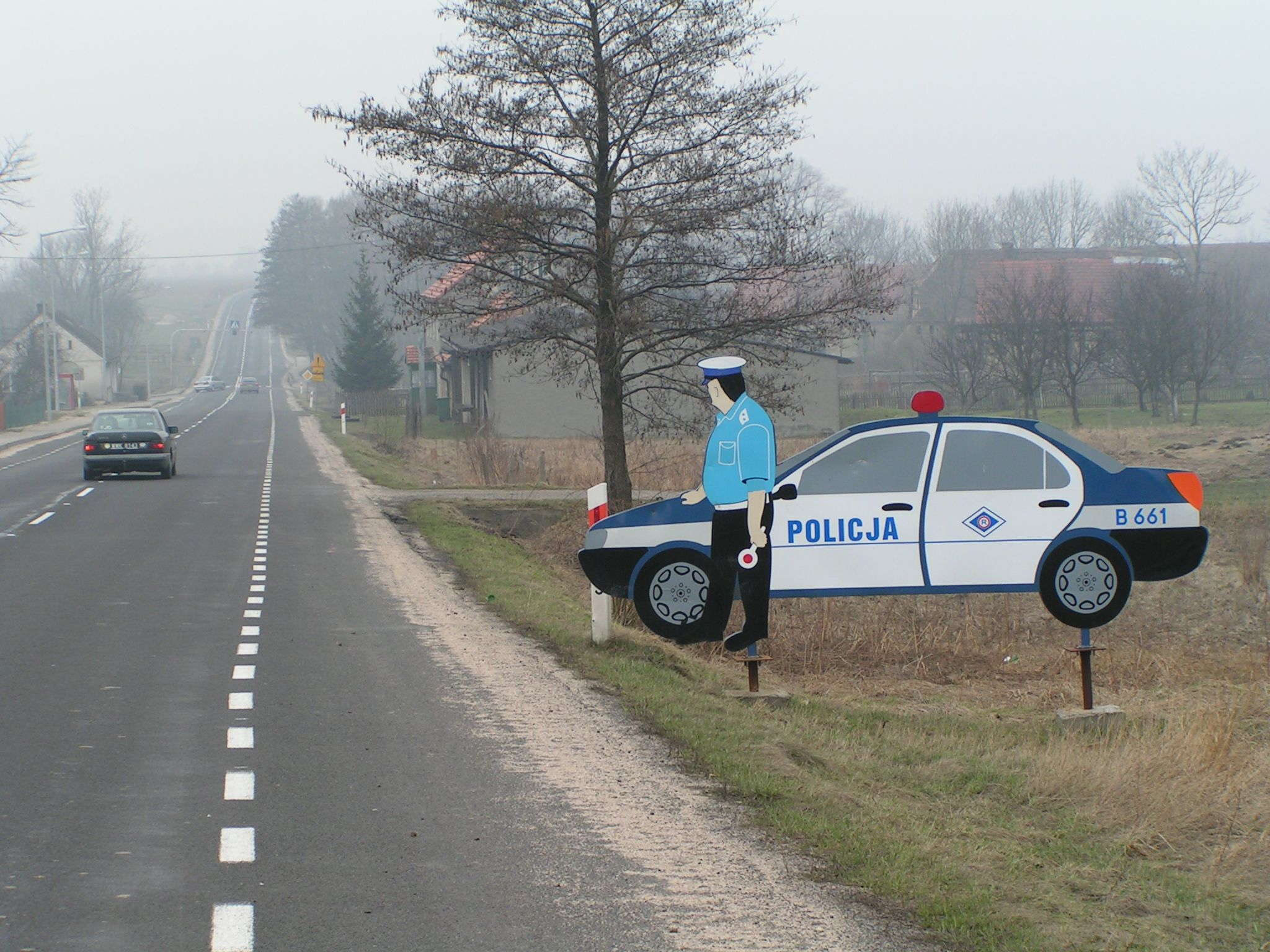
Dwuwymiarowa atrapa radiowozu

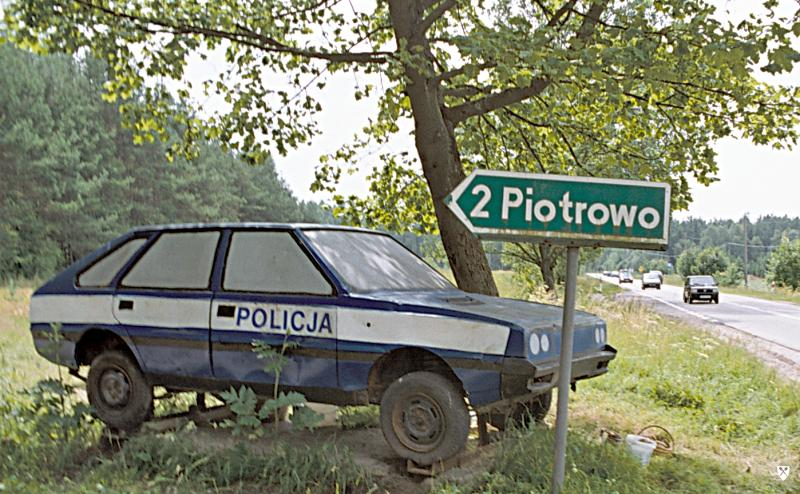
Atrapa radiowozu zrobiona ze starego poloneza

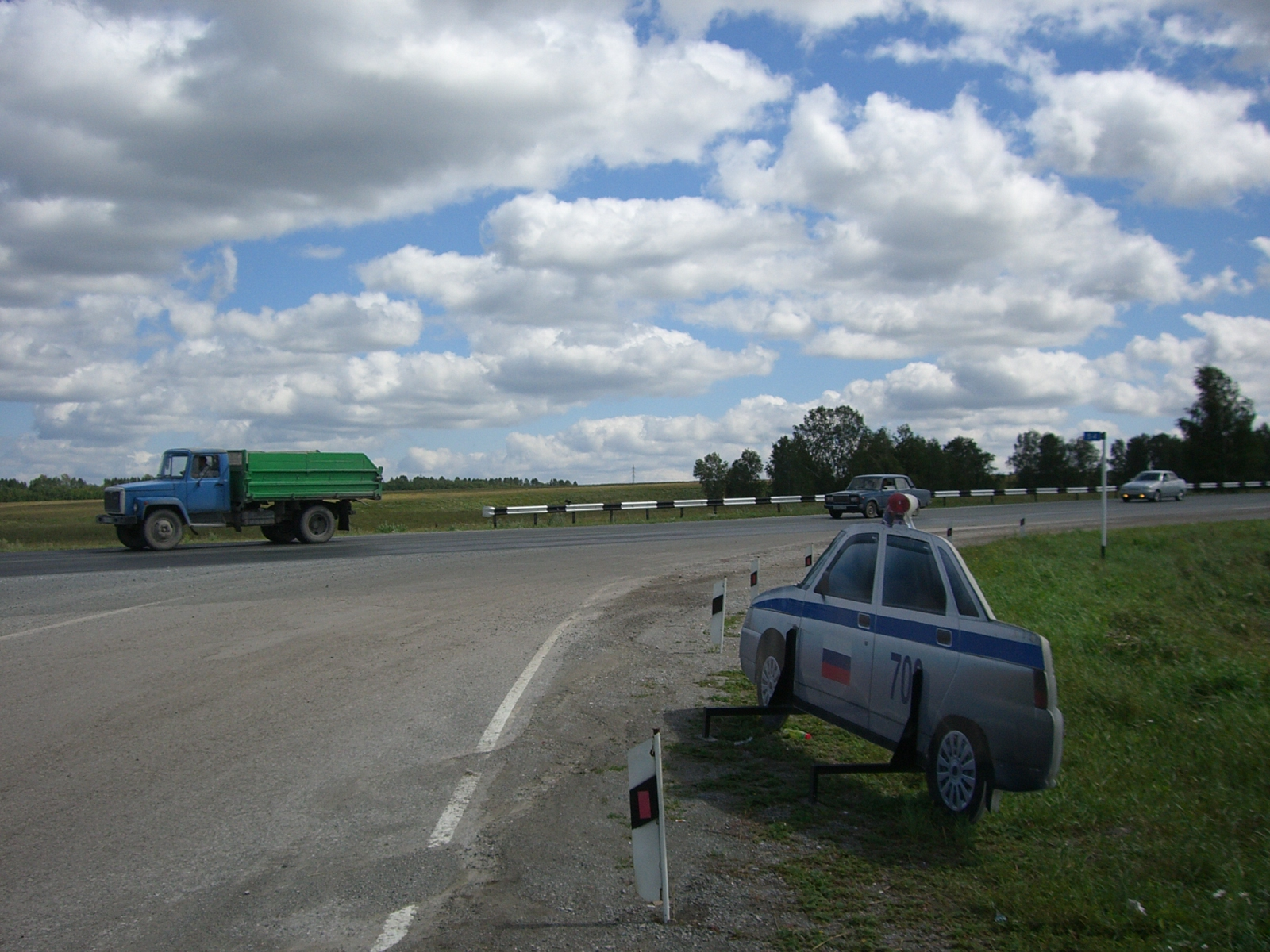
Atrapa radiowozu w Rosji

Atrapa radiowozu – ustawiana przy drodze atrapa przypominająca wyglądem policyjny radiowóz, której celem jest odstraszenie kierowców od przekraczania prędkości.
Atrapa może mieć formę prostej, dwuwymiarowej makiety z tektury lub blachy, ale może być też wykonana z prawdziwego samochodu pomalowanego na policyjne barwy. Dodatkowym elementem może być sylwetka funkcjonariusza drogówki obok radiowozu.

## W Polsce
Pierwsze atrapy radiowozów i funkcjonariuszy pojawiły się na poboczach polskich dróg w czasach Polski Ludowej. Dużą popularnością cieszyły się w pierwszej dekadzie XXI wieku.
W ankiecie przeprowadzonej podczas akcji Kierowca na szóstkę atrapy radiowozów zostały uznane za najmniej skuteczny sposób ograniczenia prędkości, zdobywając jedynie 4% głosów. Ich wadą było to, że miejscowi kierowcy po tym, jak zdążyli się do nich przyzwyczaić, przestawali zwalniać na ich widok. Zdarzało się również, że padały ofiarą wandali. Z tych powodów w 2007 roku Komenda Główna Policji zdecydowała się zrezygnować z używania atrap na rzecz nowszych rozwiązań takich jak wideorejestratory i fotoradary.

## Na świecie
Atrapy radiowozów lub policjantów na większą lub mniejszą skalę zostały wprowadzone w wielu krajach na całym świecie, popularne są między innymi w Turcji i w Rosji.